# Dirk Thielecke
Dirk Thielecke (* 1. September 1979 in Magdeburg) ist ein ehemaliger deutscher Thaiboxer. Er war Weltmeister im Superschwergewicht.

## Leben
Der in Magdeburg lebende Thielecke kämpfte für das Kwan Gym in Hamburg. Im Schweizer Winterthur besiegte er am 25. Februar 2006 den Kroaten Marinko Neimarevic in der ersten Runde durch K.o. und wurde so Weltmeister der World Kickboxing Association im Superschwergewicht. Auch im Jahr 2007 hielt er den Weltmeistertitel.
2006 und 2008 trug sich Thielecke in das Goldene Buch der Stadt Magdeburg ein.